# فرانسیسکو اوریا
فرانسیسکو اوریا (انگلیسی: Francisco Uría؛ زادهٔ ۱ فوریهٔ ۱۹۵۰) بازیکن فوتبال اهل اسپانیا است.
از باشگاه‌هایی که در آن بازی کرده‌است می‌توان به باشگاه فوتبال رئال مادرید، باشگاه فوتبال اسپورتینگ خیخون، و باشگاه فوتبال رئال اویدو اشاره کرد.
وی همچنین در تیم‌های ملی فوتبال زیر ۲۳ سال اسپانیا، و اسپانیا بازی کرده‌است.